# WR 42e
좌표:  11h 14m 42.50s, −61° 15′ 00.1″
WR 42e(2MASS J11144550-115001)는 용골자리 방향으로 지구로부터 약 25,000 광년 떨어진 볼프-레이에별이다. 겉보기 등급은 14.53으로 맨눈으로는 볼 수 없다. 산개성단 NGC 3603 중심에서 서쪽으로 33 초각 떨어진 곳에 있다.

## 같이 보기
- 초기질량함수